# Volodymyr Tančyk
Volodymyr Romanovyč Tančyk (in ucraino Володимир Романович Танчик?; Čerkasy, 17 ottobre 1991) è un calciatore ucraino, centrocampista dell'Epicentr.

## Carriera

### Club
Ha giocato nella prima divisione dei campionati ucraino, polacco ed ungherese.

### Nazionale
Ha giocato nelle nazionali giovanili ucraine Under-16, Under-17 ed Under-18.

## Palmarès

### Club

#### Competizioni nazionali
- Perša Liha: 2

Sevastopol': 2012-2013
Epicentr: 2024-2025